# Logicomix
Logicomix is een boek dat in stripvorm de beginperiode van de wiskundige logica beschrijft. De schrijvers zijn Apostolos Doxiadis en Christos Papadimitriou. De held van het verhaal is Bertrand Russell. Andere personages zijn onder anderen Gottlob Frege, Ludwig Wittgenstein, Alfred Whitehead, David Hilbert, John von Neumann en Kurt Gödel.

## Uitgaven
In chronologische volgorde:
- Griekenland - 20 oktober 2008, Ikaros Publications, ISBN 978-960-8399-67-9
- Nederland - 15 augustus 2009, De Vliegende Hollander (The Flying Dutchman), ISBN 9789049500795
- Engeland - 7 september 2009, Bloomsbury Publishing, ISBN 0747597200
- VS - 29 september 2009, Bloomsbury USA, ISBN 1596914521
- Frankrijk - 10 mei 2010, Vuibert, ISBN 978-2711743513
- Italië – 10 juni 2010, Guanda, ISBN 978-8860881687
- Duitsland – 30 augustus 2010, Atrium-Verlag, ISBN 978-3855350698
- Finland – 10 september 2010, Avain, ISBN 978-951-692-786-5
- Spanje (Logicomix. Una búsqueda épica de la verdad) – 24 maart 2011, Ediciones Sins Entido, ISBN 978-84-96722-74-3